# Галва (Канзас)
Галва (англ. Galva) — місто (англ. city) в США, в окрузі Макферсон штату Канзас. Населення — 834 особи (2020).

## Географія
Галва розташована за координатами 38°23′2″ пн. ш. 97°32′17″ зх. д. / 38.38389° пн. ш. 97.53806° зх. д. (38.383764, -97.538176).  За даними Бюро перепису населення США в 2010 році місто мало площу 1,24 км², уся площа — суходіл.

## Демографія
Згідно з переписом 2010 року, у місті мешкало 870 осіб у 343 домогосподарствах у складі 264 родин. Густота населення становила 700 осіб/км².  Було 369 помешкань (297/км²).
Расовий склад населення:
| - 98,3 % — білих - 0,3 % — азіатів - 0,2 % — чорних або афроамериканців |

До двох чи більше рас належало 1,0 %. Частка іспаномовних становила 0,9 % від усіх жителів.
За віковим діапазоном населення розподілялося таким чином: 27,2 % — особи молодші 18 років, 61,0 % — особи у віці 18—64 років, 11,8 % — особи у віці 65 років та старші. Медіана віку мешканця становила 35,9 року. На 100 осіб жіночої статі у місті припадало 98,6 чоловіків;  на 100 жінок у віці від 18 років та старших — 91,8 чоловіків також старших 18 років.
Середній дохід на одне домашнє господарство  становив 61 591 долар США (медіана — 51 500), а середній дохід на одну сім'ю — 67 361 долар (медіана — 62 708). Медіана доходів становила 48 417 доларів для чоловіків та 31 667 доларів для жінок. За межею бідності перебувало 5,8 % осіб, у тому числі 9,7 % дітей у віці до 18 років та 0,0 % осіб у віці 65 років та старших.
Цивільне працевлаштоване населення становило 469 осіб. Основні галузі зайнятості: освіта, охорона здоров'я та соціальна допомога — 26,4 %, виробництво — 23,0 %, роздрібна торгівля — 16,0 %.